# P.O.D.
I P.O.D. sono un gruppo musicale alternative metal/christian metal statunitense, formatosi a San Diego nel 1992.
La loro formazione comprende il batterista e chitarrista ritmico Wuv Bernardo, il cantante Sonny Sandoval, il bassista Traa Daniels e il chitarrista solista Marcos Curiel. A livello internazionale hanno venduto più di 12 milioni di dischi. Nei primi anni di carriera hanno contribuito al successo del genere nu metal, distinguendosi per la presenza di tematiche sociali e spirituali nei testi.
Nel corso della loro carriera hanno ricevuto tre nomine ai Grammy Award, contribuendo alle colonne sonore di alcuni film pubblicati negli anni 2000, e prendendo parte a tour internazionali. Con la pubblicazione del loro terzo album in studio, The Fundamental Elements of Southtown, hanno ottenuto i loro primi consensi in classifica, e l'album ha ricevuto un disco di platino dalla RIAA nel 2000. Il quarto album in studio Satellite, pubblicato nel 2001, ha permesso al gruppo di raggiungere notorietà definitiva, grazie al successo dei singoli "Alive" e "Youth of the Nation", e negli Stati Uniti ha ricevuto tre dischi di platino.
Il loro nome è l'acronimo di Payable on Death, espressione che indica un particolare tipo di conto corrente, la cui giacenza viene donata in beneficenza in caso di morte del titolare del conto. In realtà hanno scelto questa sigla più che altro per un motivo religioso: infatti l'espressione Payable on Death si riferisce anche alla crocifissione di Gesù Cristo, che secondo la fede cristiana si è sacrificato per i peccati dell'umanità.

## Storia del gruppo

### Inizi
Il gruppo si formò all'inizio degli anni novanta, con sessioni ritmiche del chitarrista Marcos Curiel e del batterista Wuv Bernardo, ma la coppia non aveva un cantante stabile. Dopo la morte per malattia della madre, Sonny Sandoval si convertì al cristianesimo praticante, unendosi poi a Curiel e al cugino Wuv nel 1992, formando così i P.O.D.. Traa Daniels si aggregò nel 1994 come bassista, inizialmente solo per un concerto. Prima di lui suonava Gabe Portillo, il cui nome apparve in una demo del 1992.
I P.O.D. firmarono per l'etichetta Rescue Records, per cui registrarono in studio i primi due album di inediti Snuff the Punk (1994) e Brown (1996). Nel 1997 pubblicarono un album dal vivo, che raccoglieva i loro brani eseguiti dal vivo al Tomfest. Un anno dopo firmarono per la Atlantic Records, per la quale iniziarono a registrare album. Dapprima uscì The Warriors EP, EP dedicato ai loro fans, che fu stampato in sole 30 000 copie per la Atlantic Records e distribuito dalla Tooth & Nail Records.

### The Fundamental Elements of SouthtowneSatellite
Nel 1999 pubblicarono The Fundamental Elements of Southtown, trainato dai singoli Rock the Party e Southtown. All'epoca incisero anche la canzone School of Hard Knocks, per la colonna sonora del film Little Nicky - Un diavolo a Manhattan. I video per questi tre singoli furono più volte trasmessi su MTV2, e in radio con buon successo, tanto che l'album fu poi certificato come disco di platino dalla RIAA.
L'11 settembre 2001 il gruppo pubblicò Satellite. Il primo singolo estratto fu Alive, già molto ascoltato in radio e il cui video fu tra i più trasmessi di quell'anno sia su MTV che su MTV2. Il secondo singolo estratto fu Youth of the Nation, in parte ispirato dagli attentati alle scuole superiori statunitensi Santana High School, Columbine High School e Granite Hills High School, seguito nel 2002 da Boom e Satellite. Inoltre la traccia conclusiva dell'album, Portrait, nello stesso anno fu nominata ai Grammy come miglior interpretazione metal. Satellite venne premiato negli Stati Uniti con tre dischi di platino.

### Payable On DeatheTestify
Nel 2003 il chitarrista Marcos Curiel lasciò il gruppo, sia per dedicarsi al suo progetto collaterale, The Accident Experiment, che per differenze spirituali. Marcos ha però dichiarato che i P.O.D. l'avessero intenzionalmente espulso. Fu poi sostituito da Jason Truby, già nei Living Sacrifice. Nello stesso anno pubblicarono l'album di inediti Payable on Death, lanciato dai singoli Will You e Change the World, che vendette più di un milione di copie.
Poco dopo lo tsunami del 26 dicembre 2004, molti cantanti, musicisti ed attori registrarono la canzone Forever in Our Hearts, diffusa da iTunes. Tra i propri autori vi sono Sonny e Wuv dei P.O.D. Il ricavato della sua vendita venne destinato in beneficenza alle vittime dello tsunami. Il 15 novembre 2005 il gruppo ha pubblicato, The Warriors EP, Volume 2, anch'esso dedicato a molti fans. Contiene molti demo per l'album Testify, ma anche due tracce dal vivo, due b-sides e una cover di Eyes of a Stranger dei Payolas. L'EP è stato prodotto da Travis Wyrick. Per il capodanno 2006 i P.O.D. si sono anche esibiti dal vivo a Times Square, concerto trasmesso in diretta in tutti gli Stati Uniti.
L'album Testify, annunciato in un primo momento per il dicembre del 2005, è uscito invece il 24 gennaio 2006. Il suo primo singolo è Goodbye for Now. Un altro, Lights Out, fu il brano di apertura del programma World Wrestling Entertainment Survivor Series, del novembre del 2005. Inoltre è apparso nella colonna sonora di Scary Movie 4. Di Testify esiste anche un'edizione limitata, con un secondo CD che contiene commenti del gruppo sull'album, quattro tracce bonus e un remix.
Al WrestleMania 22 hanno cantato insieme a Rey Mysterio Booyaka 619. Alla sua apparizione a SmackDown!, il 5 maggio 2006, Mysterio ha usato la versione in studio di questo brano.

### Rhino Records, abbandono di Jason Truby
I P.O.D. hanno iniziato nell'aprile 2006, per la promozione di Testify, il tour Warriors Tour 2: Guilty by Association. Con loro hanno suonato anche i colleghi Pillar, The Chariot e Maylene and the Sons of Disaster.

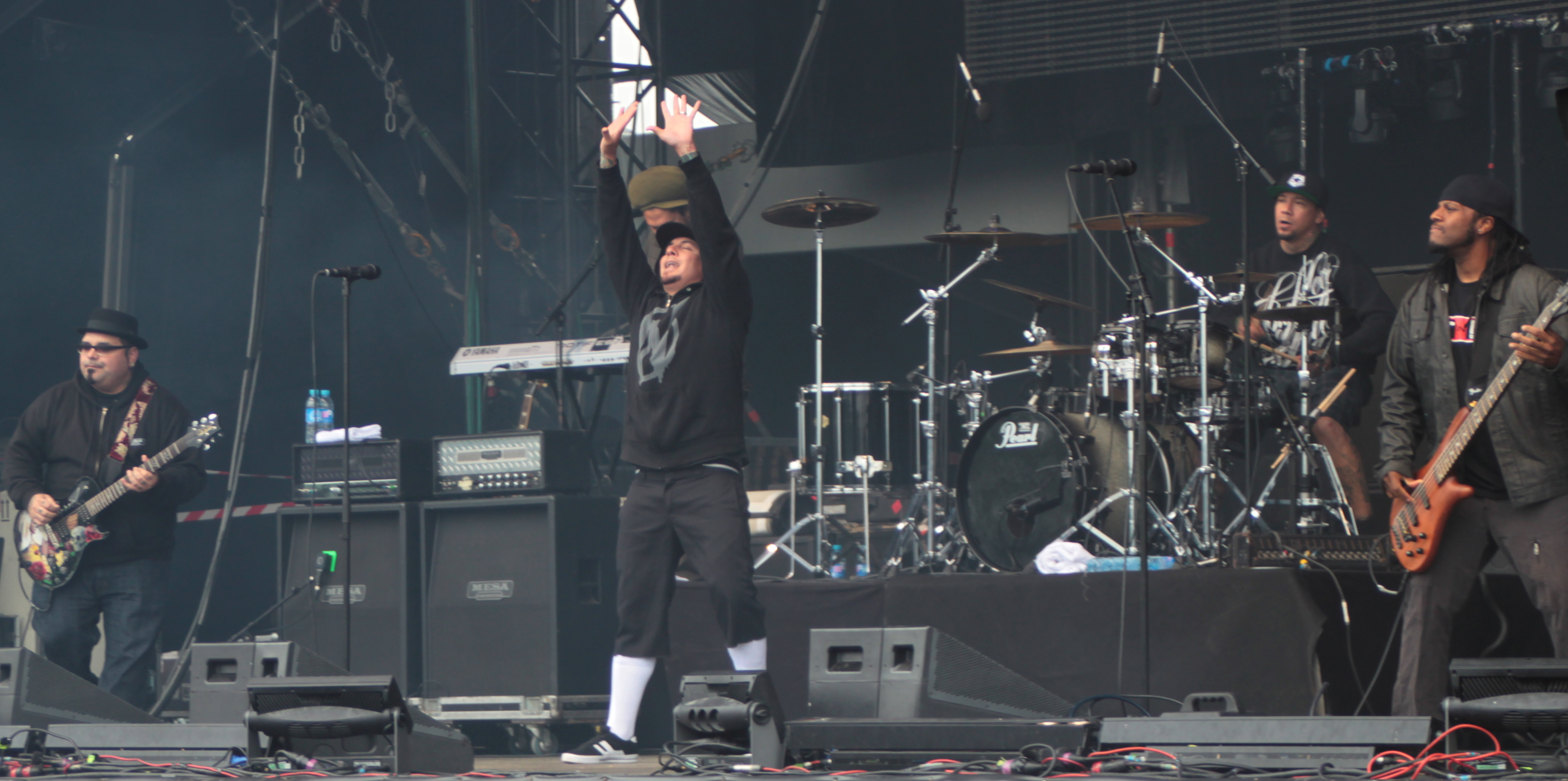
I P.O.D. all'Hellfest del 2013

L'11 agosto 2006 hanno annunciato, nella loro newsletter, di aver abbandonato la Atlantic Records. Così diceva la lettera: "Abbiamo lasciato la Atlantic Records. Siamo orgogliosi di averci lavorato, ma ora non fa più per noi. Per molto tempo della nostra permanenza alla Atlantic uno staff ci ha plauditi per le vedute, la fede, l'amore per la musica... e così siamo riusciti a vendere più di 7 milioni di dischi. Ma adesso è tempo di sognare con un altro staff, e dalla Atlantic ce ne andiamo grati. Dalla gente, PER la gente. - P.O.D. – agosto 2006".
Il 16 settembre 2006 i P.O.D. hanno riferito di essersi associati alla Rhino Records, per la quale hanno pubblicato un greatest hits intitolato Greatest Hits: The Atlantic Years. Contiene 17 tracce, tra i cui i singoli più noti e due inediti. Una delle canzoni nuove è una outtake di Testify, Here We Go, mentre Going in Blind è il loro nuovo singolo, accompagnato da un video girato a Los Angeles. L'album è uscito il 21 novembre 2006. Il gruppo ha anche accennato di aver avuto contatti con altre etichette, e che a metà del 2007 avrebbero pubblicato il loro settimo album in studio. Il 20 dicembre 2006 hanno annunciato che il chitarrista Marcos Curiel è tornato nella band. Questa notizia venne diffusa via email ai loro fans, i Warriors. Di ciò si parlava già da tempo, e ora Marcos stava lavorando con i P.O.D. per il nuovo album. Attualmente Sonny e Wuv stanno anche registrando un disco reggae, per il loro progetto collaterale Southtown Generals.
In una dichiarazione del loro manager su Myspace, il 30 dicembre è stata ufficializzata la separazione di Jason Truby dal gruppo. L'ex chitarrista ha scritto ai Warriors la seguente lettera:
Qui Jason Truby. Prima di tutto voglio chiarire alcune questioni sul mio coinvolgimento nei P.O.D.. Ora non ne faccio più parte. Voglio ringraziarvi tutti per il vostro amore e sostegno negli ultimi quattro anni. È stato un onore raccogliere l'opportunità di trascorrere il tempo con voi, e di condividere con voi la mia passione per la musica. La mia decisione di lasciare i P.O.D. è personale ed è giunta prima che Marcos tornasse. Credo nel gruppo, ma non ci tornerò più. Rimangono comunque amici di vecchia data. Per quanto riguarda me medesimo, già ho cominciato a lavorare ad un progetto con il mio caro amico Phil Keaggy, che mi sta aiutando per un album vocale; inoltre ho collaborato per il suono con Lance Garvin. Nondimeno vi ringrazio tutti per aver scelto di essere parte di questo incontro per una grande causa. A volte avete bisogno di seguire il vento anche quando non sapete dove va. Prego che l'Altissimo continui a guidarvi nel Suo amore incomunicabile. Addio per ora...
Per sempre grato

Jason Truby.»
A fine dicembre i P.O.D. hanno anche pubblicato un brano per i tifosi dei San Diego Chargers, squadra della National Football League. Per il Capodanno del 2007 si sono anche esibiti al Jimmy Kimmel Live.

### Eventi recenti
Nel 2008 hanno pubblicato l'album When Angels & Serpents Dance, per l'etichetta INO Records, seguito nel 2012 da Murdered Love e nel 2015 da The Awakening. Nel 2018 hanno pubblicato l'album Circles.
Il 21 settembre 2023 è stato pubblicato su YouTube il singolo inedito Drop, realizzato dal gruppo di San Diego con la collaborazione di Randy Blythe, cantante del gruppo groove metal Lamb of God. Il 30 novembre dello stesso anno è stato pubblicato il successivo singolo Afraid To Die, con la partecipazione vocale di Tatiana Shmalyuk, cantante del gruppo metalcore ucraino Jinjer. Il 18 gennaio 2024 è stato pubblicato un altro singolo inedito, I Won't Bow Down. Il 3 maggio il gruppo ha pubblicato l'undicesimo album in studio Veritas.

## Stile musicale
Lo stile musicale dei P.O.D. trae spunto principalmente da generi come heavy metal, hip hop e funk, ma anche da elementi di derivazione reggae, dub, hardcore punk, musica latina e soul. Nel corso degli anni il loro stile ha conosciuto varie sfumature, passando dal rap metal degli esordi a sonorità nu metal, alternative metal e rock alternativo, sempre con una forte influenza reggae.
I P.O.D. citano come propri ispiratori Boogie Down Productions, Run DMC, U2, Police, Bad Brains, Santana, Metallica, AC/DC, Suicidal Tendencies, Bob Marley, Primus, Earth, Wind & Fire, 24-7 Spyz, Steel Pulse, Living Colour e Rage Against the Machine.

## Formazione

### Formazione attuale
- Sonny Sandoval - voce (1992-presente)
- Marcos Curiel - chitarra (1992-2003, 2006-presente)
- Mark "Traa" Daniels - basso (1994-presente)

### Ex componenti
- Jason Truby - chitarra (2003-2006)
- Gabe Portillo - basso (1992-1994)
- Noah "Wuv" Bernardo - batteria (1992-2021)

## Discografia

### Album in studio
- 1994 – Snuff the Punk
- 1996 – Brown
- 1999 – The Fundamental Elements of Southtown
- 2001 – Satellite
- 2003 – Payable on Death
- 2006 – Testify
- 2008 – When Angels & Serpents Dance
- 2012 – Murdered Love
- 2015 – The Awakening
- 2018 – Circles
- 2024 – Veritas